# 佐藤ありす
佐藤 ありす（さとう ありす）は、日本の作詞家。青山学院大学文学部英米文学科卒業。

## 概要
1980年代から1990年代にかけてのアイドルの楽曲や、J-POPの曲の作詞でヒット作を多く出したほか、アニメソングも多く手がけている。
代表作は1991年にZOOに提供した「Choo Choo TRAIN」。日本レコード協会によるミリオン認定のほか、2003年のEXILEによるカバーもプラチナ認定された。

## 主な作詞提供
- 東野純直
  - 「君は僕の勇気」（作曲：東野純直）
  - 「SUMMER-EST〜一番眩しい夏〜」（東野純直と共作詞/作曲：東野純直）
- 石田ひかり
  - 「夢を責めないで」（作曲：都志見隆）
- 伊藤かずえ
  - 「悪魔の花嫁」（作曲：和泉常寛）
  - 「目隠し鬼」（作曲：和泉常寛）
  - 「久遠の愛」（作曲：和泉常寛）
  - 「哀しみの白い蝶」（作曲：和泉常寛）
- 岩崎宏美
  - 「最初の恋人達」（作曲：奥慶一）
  - 「二人をすべて」（作曲：奥慶一）
  - 「姫ごころ」（作曲：花岡優平）
- エキゾティクス
  - 「MISTY MISSY」（作曲：吉田建）
  - 「LE CALNAVAL」（作曲：吉田建）
  - 「YOU CAN TELL ME HOW」（作曲：柴山和彦）
- 小野正利
  - 「君に来た夏」（作曲：TSUKASA）
- 子門真人
  - 「からだ元気？」（作曲：しょうじけいすけ）
- ZOO
  - 「Choo Choo TRAIN」（作曲：中西圭三）
  - 「Gorgeous」（作曲：中西圭三）
  - 「YA-YA-YA」（作曲：横山輝一）
- 田原俊彦
  - 「堕ちないでマドンナ」（作曲：佐藤健）
- 中森明菜
  - 「まだ充分じゃない」（作曲：林哲司）
  - 「ひとかけらのエメラルド」（作曲：大野雄二）
- 堀江美都子
  - 「迷路」（作曲：関谷雅子）
- 松本伊代
  - 「ONLY LONELY SEVENTEEN」（作曲：小瀧詠司）
  - 「刺激下さいBOY」（作曲：Shuki Levy）
  - 「星空にLOVEアルファベット」（作曲：ボブ佐久間）

### アニメソングなど
- 「おねがい!サミアどん」（1985年、NHK）
  - オープニングテーマ「瞬間はファンタジー」
  - エンディングテーマ「ハーフムーンの気持ち」
- 「幻夢戦記レダ」（1985年、OVA）
  - 挿入歌「一人ぼっちのドリーマー」
  - 挿入歌「行方不明のハートたち」
- 「メイプルタウン物語」（1986年、朝日放送）
  - 挿入歌「憧れの場所」
  - 「キラキラの秘密」「元気です私！」「ウェルカム トゥ メイプルタウン」他
- 「いきなりダゴン」（1988年、テレビ朝日）
  - エンディングテーマ「ハローグッバイ〜終わらないパレード」
- 「電脳警察サイバーコップ」（1988年、日本テレビ）
  - 挿入歌「LET IT GO」
- 「ウルトラマンキッズ 母をたずねて3000万光年」（1991年、NHK BS2）
  - オープニングテーマ『コスモス アドベンチャー』
  - エンディングテーマ『Twinkle Twinkle Wink～お願い Shooting star～』
- 「有言実行三姉妹シュシュトリアン」（1993年、フジテレビ・東映）※実写
  - オープニングテーマ「思いたったが 吉日!」&「Today is the day」
  - 挿入歌「乙女心は朝の空」
  - 挿入歌「負けないハートでLet it go」
  - 挿入歌「Sweet Dream」
  - 挿入歌「一緒にいれば折れない翼」
- 「七つの海のティコ」（1994年、フジテレビ系）
  - オープニングテーマ「Sea loves you」
  - エンディングテーマ「Twinkle Talk」
  - 挿入歌「海で会えるよ」
- 映画「劇場版美少女戦士セーラームーンS」（1994年、全国東映系）
  - エンディングテーマ「Moonlight Destiny」
- 映画「美少女戦士セーラームーンSuperS セーラー9戦士集結!ブラック・ドリーム・ホールの奇跡」（1995年、全国東映系）
  - エンディングテーマ「Morning Moon で会いましょう」
- 「アイドルプロジェクト」（1995年、OVA）
- 「ドッカン!ロボ天どん」（1995年、テレビ東京系）
  - オープニングテーマ「Dokkan Beat」
  - 挿入歌「出逢いはミラクル」
- 「ロミオの青い空」（1995年、フジテレビ系）
  - オープニングテーマ「空へ…」
  - エンディングテーマ「Si Si Ciao 〜ロマナの丘で〜」
- 「はりもぐハーリー」（1996年、NHK）
  - 挿入歌「HARYARIN POWER」
- 映画「ウルトラニャン2 ハッピー大作戦」（1998年、全国松竹系）
  - エンディングテーマ「不思議猫ウルトラニャン」
- 「闘神都市Ⅱ」（1999年、OVA）
  - エンディングテーマ「夢のイマージュ」

## ドラマ脚本
- JT Presents東京ストーリーズ「目を閉じておいでよ」（フジテレビ系）

## 著書
- 『Heart break breaker ハンパな恋なんかいらない』（1996年、古川書房、ISBN 4892363863）
- 『会うたびに忘れないでといってた君がサヨナラといった-。』（喜多條忠ほかと共著、2004年、英知出版、ISBN 978-4754220273）